# Dihammaphoroides sanguinicollis
Dihammaphoroides sanguinicollis is een keversoort uit de familie boktorren (Cerambycidae). De wetenschappelijke naam van de soort is voor het eerst geldig gepubliceerd in 1967 door Zajciw.